# Гусейнов, Азиз Имран оглы
Азиз Имран оглы Гусейнов (азерб. Hüseynov Əziz İmran oğlu; 21 марта 1992, Евлах, Азербайджан) — азербайджанский футболист, амплуа — полузащитник.

## Биография
Родившийся в 1992 году в азербайджанском городе Евлахе Азиз Гусейнов, начал учиться секретам футбола в возрасте 8 лет в евлахской детской футбольной школе под руководством тренера Бехбуда Мусаева. Провел в данной школе 7 лет. В 2006 году в составе ФК «Карван» участвовал в чемпионате Азербайджана по футболу среди юношей до 15 лет. Через году перешёл в лигу до 17 лет.

## Клубная карьера

### Чемпионат
Являющийся воспитанником Евлахской школы футбола Азиз Гусейнов начал профессиональную карьеру футболиста в 2010 году в родном клубе «Карван», когда провинциальный клуб участвовал в Премьер-лиге Азербайджана. Был игроком основного состава. В 2010 году клуб опустился в первый дивизион, где футболист провел полгода.
В конце 2010 года Гусейнов переезжает в российский город Новосибирск, где становится игроком одноимённого клуба, выступающего во второй лиге российского чемпионата. В конце 2011 года возвращается в Азербайджан, в стан ФК «Карван», где выступает следующие 6 месяцев.
Летом 2012 года состоялся переход Азиза в клуб «Габала», где игрок тренируясь с основным составом, выступал за дублирующий состав. В 2013 году возвращается вновь в «Карван», где проводит один сезон, забив при этом 2 мяча в 15 встречах.
В январе 2014 года заключает годовой контракт с клубом первого дивизиона «Араз-Нахчыван», в котором выступает под № 22.

## Кубок
Будучи игроком ФК «Араз-Нахчыван» провел в Кубке Азербайджана 1 игру.
| № | Дата          | Раунд                      | Клуб            | Соперник          | Итог  |
| - | ------------- | -------------------------- | --------------- | ----------------- | ----- |
| 1 | 12 марта 2014 | 1/4 финала, первая встреча | «Араз-Нахчыван» | «Хазар-Ленкорань» | 1 : 1 |

## Сборная Азербайджана
В 2008 году призывался на учебно-тренировочные сборы юношеской сборной Азербайджана до 17 лет, проходивших в Баку.